# Xylotrechus rusticus
Xylotrechus rusticus là một loài bọ cánh cứng trong họ Cerambycidae.

## Hình ảnh

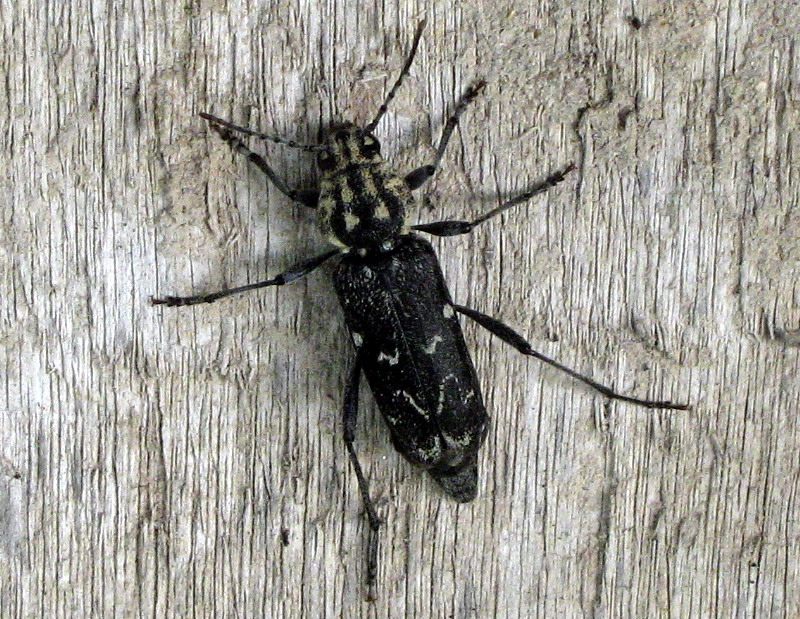
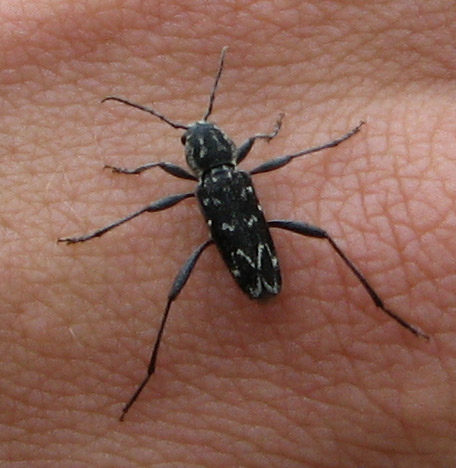
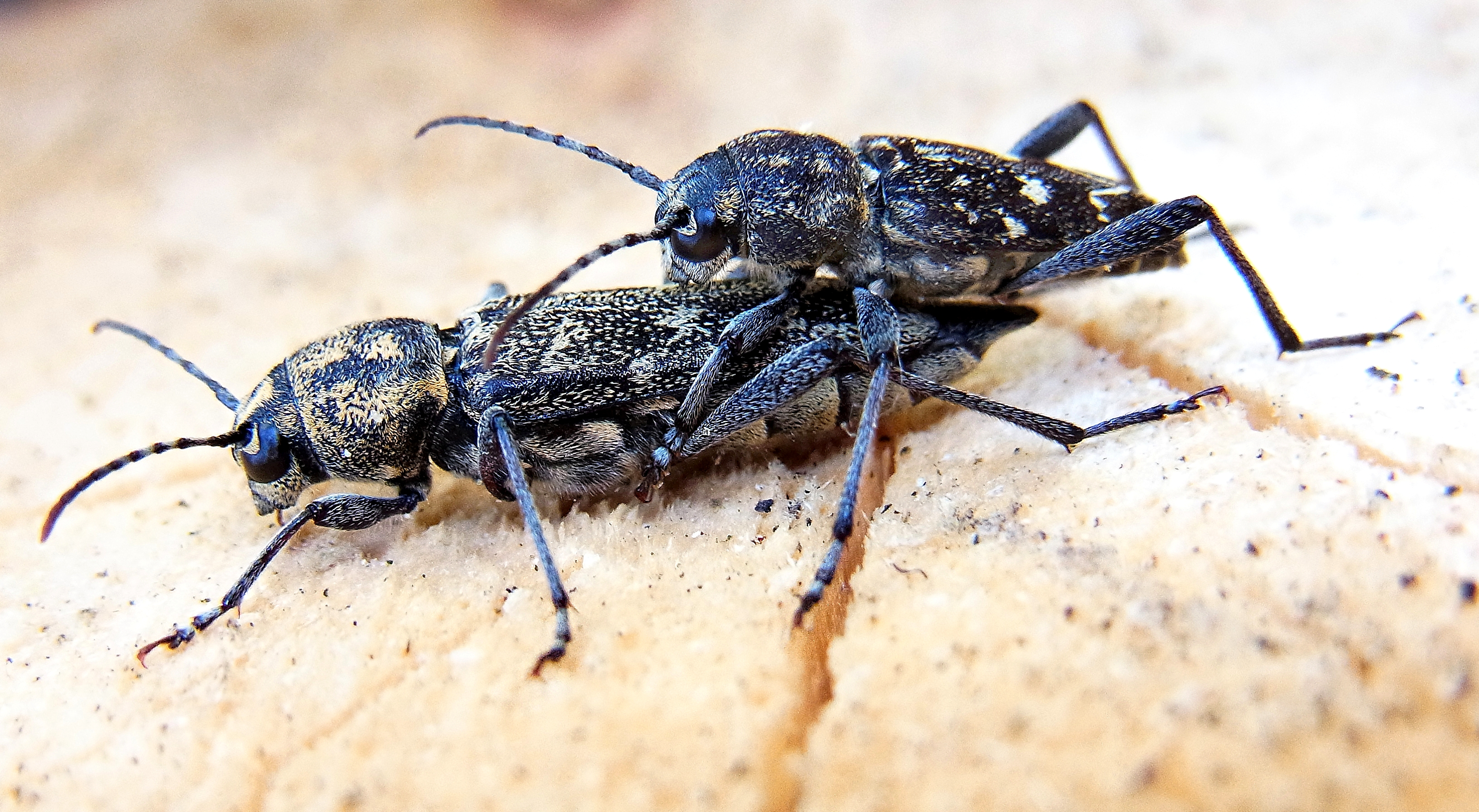
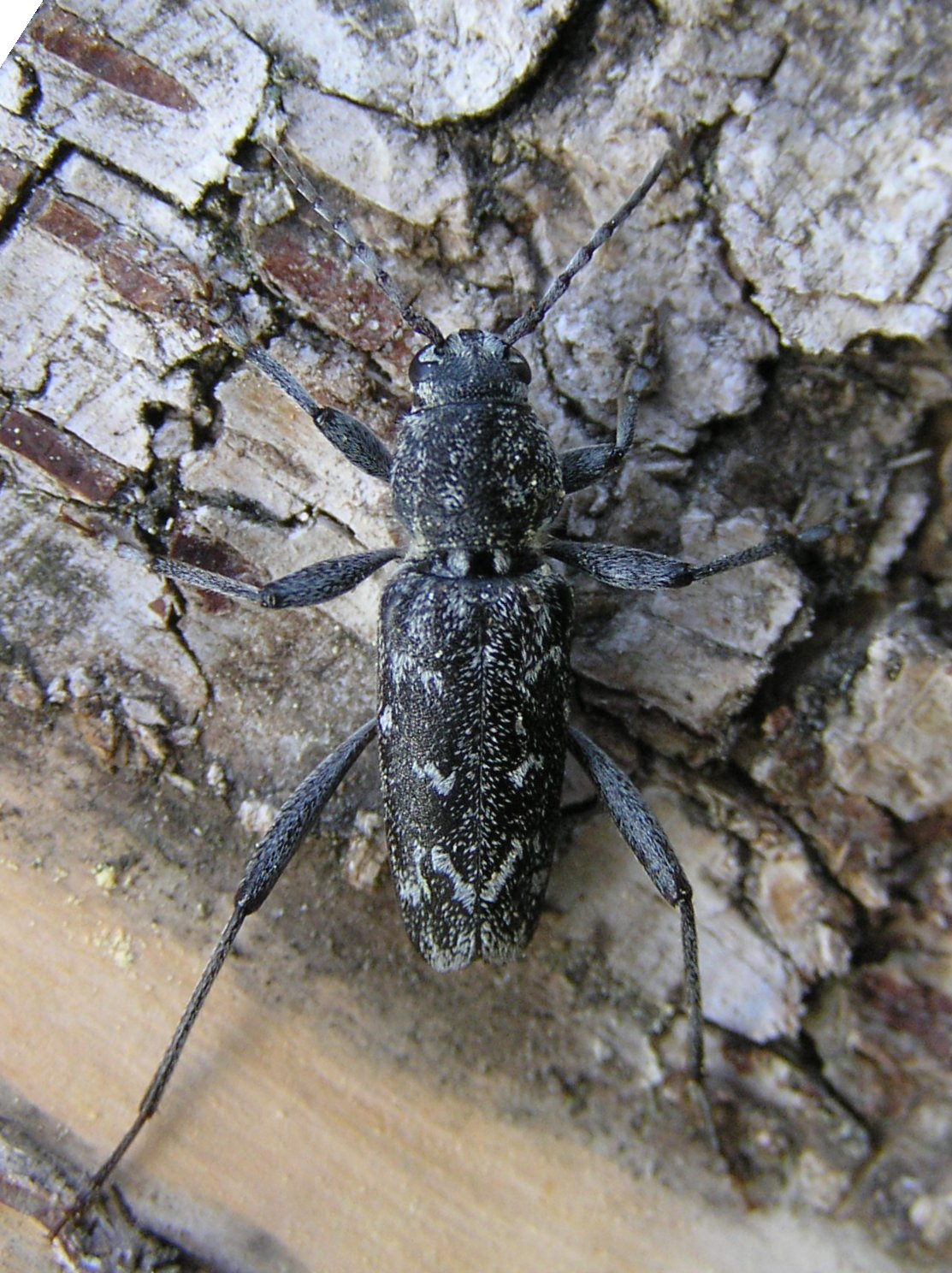
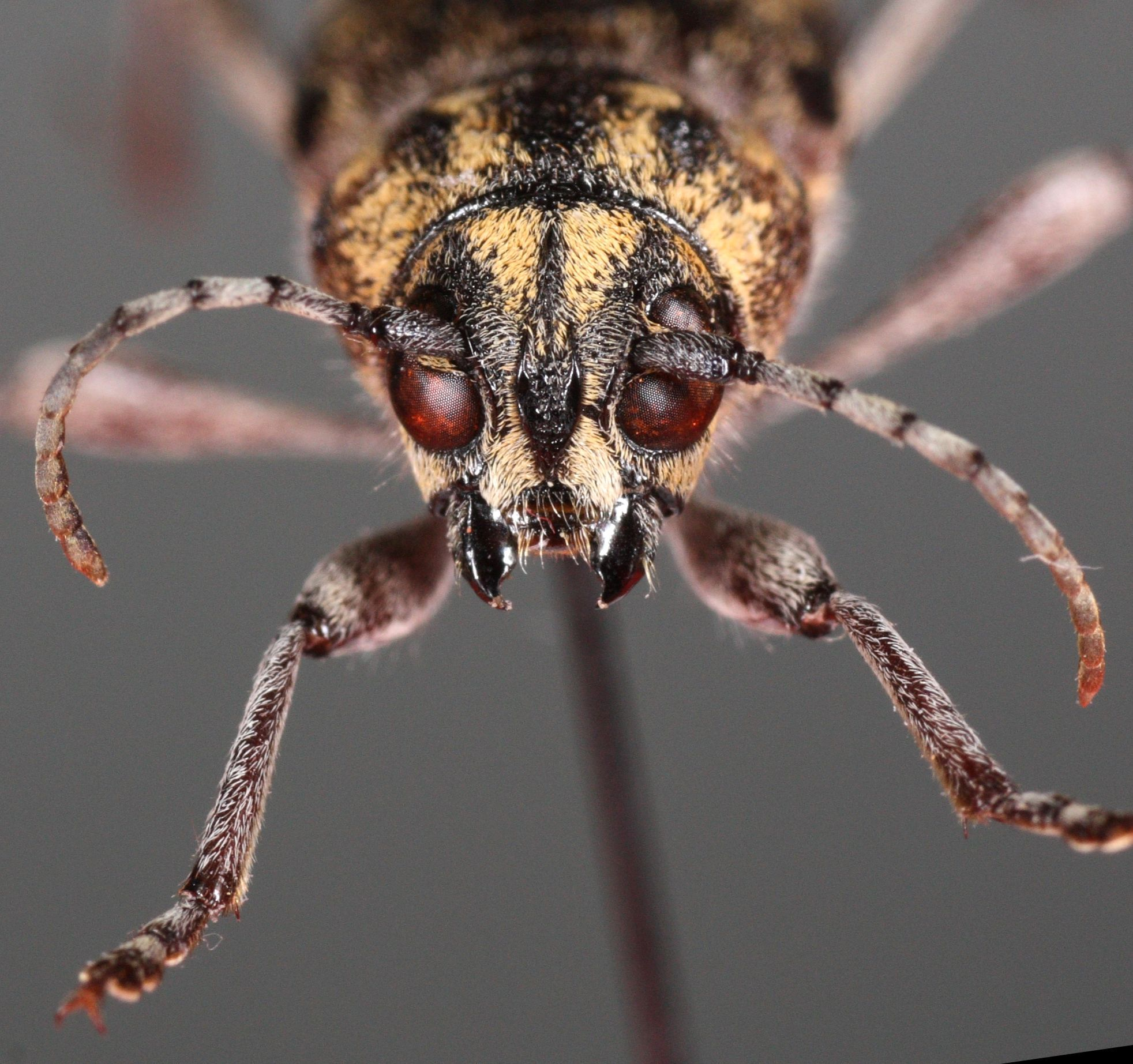